# Anagallis gracilipes
Anagallis gracilipes är en viveväxtart som beskrevs av Peter Geoffrey Taylor. Anagallis gracilipes ingår i släktet Anagallis och familjen viveväxter. Inga underarter finns listade i Catalogue of Life.